# Lilium michiganense

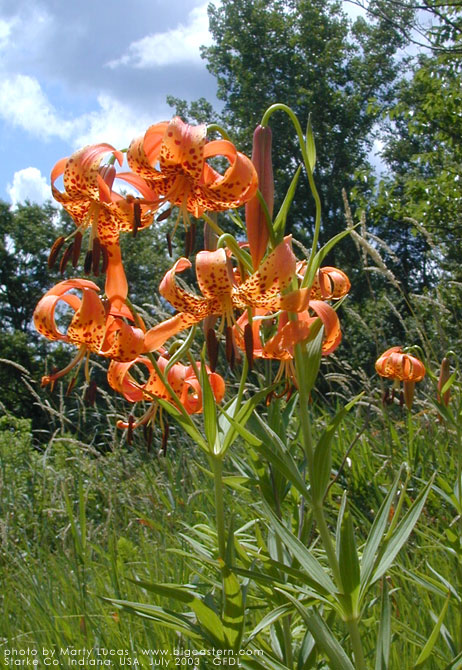
Ganze Pflanze

Lilium michiganense ist eine Art aus der Gattung der Lilien (Lilium) in der amerikanischen Sektion innerhalb der Familie der Liliengewächs (Liliaceae). In Kultur ist diese Lilienart nur selten anzutreffen.

## Beschreibung
Lilium michiganense erreicht eine Wuchshöhe von bis zu 190 cm. Die Zwiebeln sind klein, rundlich und unsegmentiert, sie sind mit weißen bis gelblichen lanzettförmigen Schuppen überzogen. Die Pflanze bildet Rhizome aus.
Der Stängel ist glatt und gerade. Die Laubblätter sind schmal und lanzettförmig, 4,6 bis 15,3 cm lang und 0,6 bis 2,3 cm breit. Sie sind beidseitig mit kurzen, steifen, weißen Haaren bedeckt und an den Rändern bewimpert. Die Blätter frei um den Stängel verteilt und die Spitze ist nach unten geneigt.
Die Pflanze blüht im Juli mit einer einzelnen, oder bis zu sechs in einer Rispe nickenden, duftenden Blüten. Die zwittrigen Blüten sind dreizählig. Die sechs gleichgestalteten Blütenhüllblätter (Tepalen) sind rückwärtsgerollt und 9,5 bis 9,3 cm lang. Die Grundfarbe der Blüten ist orange bis dunkelrot mit braunen Sprenkeln. Jede Blüte enthält drei Fruchtblätter und sechs Staubblätter. Die Antheren sind etwa 10 mm lang und die Pollen sind braun-orange.
Die Samen reifen in ovalen 3,4 cm bis 6,5 cm langen Samenkapseln heran und keimen verzögert-hypogäisch.

## Verbreitung
Die Art ist ungeachtet ihres Namens im ganzen östlichen Nordamerika verbreitet, in den Staaten Ontario, Arkansas, Illinois, Indiana, Iowa, Kansas, Kentucky, Michigan, Minnesota, Montana, Nebraska, New York, Ohio, Oklahoma, South Dakota, Tennessee und Wisconsin.
Lilium michiganense braucht einen feuchten aber gut drainierten Boden, am besten gedeiht sie Prärien mit langen Gräsern in Flussnähe oder an Sümpfen in Höhenlagen zwischen 100 m und 600 m NN.

## Taxonomie und Systematik
Lilium michiganense wurde 1915 durch Oliver Atkins Farwell in Bulletin of the Torrey Botanical Club Band 42, Seite 353 erstbeschrieben. Ein Synonym ist Lilium canadense subsp. michiganense (Farw.) B.Boivin & Cody.
Die Art ist sehr nah mit Lilium superbum, der Kanada-Lilie (Lilium canadense) und Lilium grayi verwandt. In den Gebieten, in denen sie gemeinsam mit diesen Arten auftritt, kommt es zur natürlichen Hybridbildung.